# NGC 5328
NGC 5328 est une très vaste galaxie elliptique située dans la constellation de l'Hydre. Sa vitesse par rapport au fond diffus cosmologique est de 5 009 ± 20 km/s, ce qui correspond à une distance de Hubble de 73,8 ± 5,2 Mpc (∼241 millions d'al). NGC 5328 a été découverte par l'astronome germano-britannique William Herschel en 1793.
À ce jour, huit mesures non basées sur le décalage vers le rouge (redshift) donnent une distance de 55,275 ± 16,091 Mpc (∼180 millions d'al), ce qui est à l'intérieur des valeurs de la distance de Hubble. Notons que c'est avec la valeur moyenne des mesures indépendantes, lorsqu'elles existent, que la base de données NASA/IPAC calcule le diamètre d'une galaxie et qu'en conséquence le diamètre de NGC 5328 pourrait être d'environ 103 kpc (∼336 000 al) si on utilisait la distance de Hubble pour le calculer.

## Groupe d'IC 4329
Selon A.M. Garcia, la galaxie NGC 5328 fait partie d'un groupe de galaxies qui compte au moins 24 membres, le groupe d'IC 4329. Parmi ces galaxies, se trouve NGC 5291, NGC 5292, NGC 5298, NGC 5357, IC 4319, IC 4326, IC 4328, IC 4329, IC 4329A (PGC 49051), treize galaxies du catalogue ESO et trois galaxies du catalogue PGC. PGC 48894 ne fait pas partie de la liste de Garcia. Il faut donc l'ajouter à ce groupe, car elle forme une paire de galaxies avec NGC 5291.